# حكم القوي (فلم)
حكم القوي فيلم مصري تم إنتاجه عام 1951، إخراج حسن الإمام، وأداء هدى سلطان ومحسن سرحان وزوزو ماضي وفريد شوقي.

## تمثيل
- هدى سلطان
- محسن سرحان
- زوزو ماضي
- فريد شوقي
- زوزو نبيل
- عباس فارس
- محمود شكوكو
- عبد الوارث عسر
- سراج منير
- ثريا حلمي

## روابط خارجية
- مقالات تستعمل روابط فنية بلا صلة مع ويكي بيانات